# 擬赤刀魚
擬赤刀魚（学名：Pseudocepola taeniosoma），又名甘鯛，为條鰭魚綱鱸形目赤刀魚科擬赤刀魚屬下的一个种，該物種主要分佈於安达曼海、日本和澳洲東部，體長可達25公分。